# Siddika Kabir
Siddiqua Kabir, född 7 maj 1931 i Dhaka, Bengalen, Indien, död 31 januari 2012 i Dhaka, Bangladesh, var en bangladeshisk nutritionist, akademiker, kokboksförfattare och programledare. Kabir var presentatör och gäst i ett flertal TV-program med bangladeshisk mat, som Siddiqua Kabirs Recept på NTV Bangla.

## Biografi
Kabir föddes som det andra av sex barn i familjen. Hon förlorade sin far vid 17 års ålder. Hon gick på college för att studera matematik och tog en magisterexamen i ämnet. Med ett stipendium från Ford Foundation tog hon sin andra magisterexamen i mat, näringslära och institutionell administration vid Oklahoma State University 1963.
Kabir var gift med Syed Ali Kabir, journalist och tidigare vice centralbankschef i Bangladesh Bank. Tillsammans fick de två döttrar – Zarina Nahar Kabir och Shahanaz Ahmed Chandana. Skådespelerskan Sara Zaker är hennes brorsdotter. Kabir avled på Square Hospital i Dhaka vid 80 års ålder.

## Karriär
Kabir började en karriär som lärare 1957 genom att börja arbeta vid matematikavdelningen på Eden Girls' College i Azimpur, Dhaka. Hon fortsatte på näringsavdelningen vid College of Home Economics, Azimpur, Dhaka, där hon arbetade fram till sin pension som rektor 1993.
Kabir medverkade i sin första TV-matlagningsshow 1966 och ledde en lång serie av många matlagningsprogram som presentatör och gäst. Hon skrev också kokböcker, som "Ranna Khaddya Pushti" och "Bangladesh Curry Cookbook". Hennes karriär ledde vidare till konsultarbete för stora utländska och bangladeshiska konsumentvarumärken, såsom Radhuni, Dano och Nestlé.
Kabir fick flera utmärkelser från livsmedels- och TV-branschen, bland annat Sheltech Award 2009.

## Priser
- Anannya Top Ten Awards (2004)